# Ponte de Várzeas
A Ponte de Várzeas, também conhecida como Viaduto das Várzeas, é uma infra-estrutura ferroviária da Linha da Beira Alta, sobre a Ribeira das Várzeas, que se encontra junto à localidade de Luso, no Distrito de Aveiro, em Portugal.

## Descrição
A ponte está situada nas imediações da localidade de Luso, e transporta a Linha da Beira Alta. Tem cerca de 280 m de comprimento.

## História
A Ponte de Várzeas foi construída pela casa Eiffel, fazendo parte da primeira geração de pontes metálicas utilizadas na Linha da Beira Alta. Este caminho de ferro foi inaugurado em 3 de Agosto de 1882.